# Grupa Ekspertów ONZ ds. Nazw Geograficznych

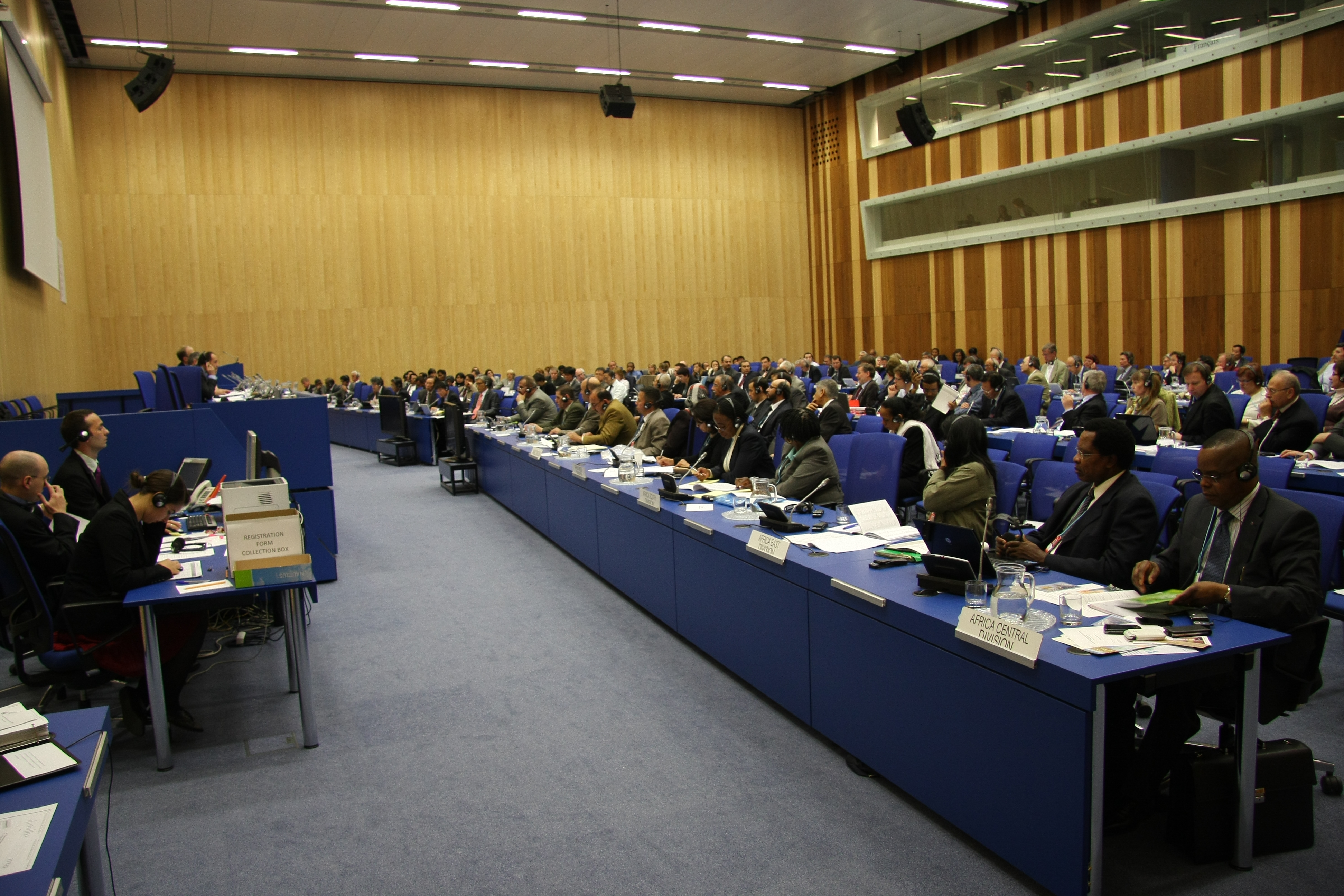
26. Sesja UNGEGN (2–6 maja 2011 r., Biuro Organizacji Narodów Zjednoczonych w Wiedniu)

Grupa Ekspertów ONZ ds. Nazw Geograficznych (ang. United Nations Group of Experts on Geographical Names – UNGEGN) – działająca w ramach Rady Gospodarczej i Społecznej ONZ grupa ekspercka mająca za zadanie ustalanie i promowanie zasad standaryzacji nazw geograficznych wśród państw członkowskich ONZ. Obecnie Grupa Ekspertów ONZ ds. Nazw Geograficznych zajmuje się m.in. promowaniem: gazeterów narodowych, narodowych wykazów egzonimów, wykazów nazw państw, zasad latynizacji, nazewnictwa w językach autochtonicznych oraz w językach mniejszości narodowych.
Członkami Grupy Ekspertów ONZ ds. Nazw Geograficznych są językoznawcy, geografowie, kartografowie i inni specjaliści delegowani przez poszczególne państwa członkowskie ONZ, a także, jako obserwatorzy, eksperci delegowani przez różne organizacje międzynarodowe.
Grupa Ekspertów ONZ ds. Nazw Geograficznych została powołana 23 kwietnia 1959 jako mała grupa ekspercka działająca przy Radzie Gospodarczej i Społecznej ONZ. Grupa ta spotykająca się od 1960 przygotowała m.in. pierwszą Konferencję ONZ w sprawie Standaryzacji Nazw Geograficznych, która odbyła się w 1967 w Genewie. W czasie tej konferencji przyjęto rezolucję rekomendującą powstanie "Stałego Komitetu Ekspertów ONZ ds. Nazw Geograficznych". Uwzględniając tę rezolucję Rada Gospodarcza i Społeczna ONZ powołała na posiedzeniu 31 maja 1968 stały komitet o nazwie "Grupa Ekspertów ad hoc ds. Nazw Geograficznych", któremu na posiedzeniu 4 maja 1973 zmieniono nazwę na obecną.

## Sekcje lingwistyczno-regionalne i grupy robocze
Grupa Ekspertów ONZ ds. Nazw Geograficznych podzielona jest na 24 sekcje regionalne, a w ramach UNGEGN powoływane są również grupy robocze – obecnie istnieje 10 takich grup.

### Sekcje lingwistyczno-regionalne
- Sekcja Afryki Środkowej
- Sekcja Afryki Wschodniej
- Sekcja Afryki Południowej
- Sekcja Afryki Zachodniej
- Sekcja Języka Arabskiego
- Sekcja Azji Wschodniej (poza Chinami)
- Sekcja Azji Południowo-Wschodniej
- Sekcja Azji Południowo-Zachodniej (poza Językiem Arabskim)
- Sekcja Bałtycka (członkowie: Estonia, Litwa, Łotwa, Polska, Rosja)
- Sekcja Celtycka
- Sekcja Chińska
- Sekcja Języka Holenderskiego i Niemieckiego
- Sekcja Europy Środkowo-Wschodniej i Południowo-Wschodniej (członkowie: Albania, Bośnia i Hercegowina, Bułgaria, Chorwacja, Cypr, Czarnogóra, Czechy, Grecja, Gruzja, Macedonia, Polska, Rumunia, Serbia, Słowacja, Słowenia, Turcja, Ukraina, Węgry)
- Sekcja Wschodniego Morza Śródziemnego (poza Językiem Arabskim)
- Sekcja Europy Wschodniej, Azji Północnej i Środkowej
- Sekcja Języka Francuskiego
- Sekcja Indii
- Sekcja Ameryki Łacińskiej
- Sekcja Nordycka
- Sekcja Południowo-Zachodniego Pacyfiku
- Sekcja Języka Portugalskiego
- Sekcja Romano-Helleńska
- Sekcja Zjednoczonego Królestwa
- Sekcja Stanów Zjednoczonych i Kanady

### Grupy robocze
- Grupa Robocza ds. Nazw Państw
- Grupa Robocza ds. Baz Danych Toponimicznych i Gazeterów
- Grupa Robocza ds. Terminologii Toponimicznej
- Grupa Robocza ds. Teklamy i Finansów
- Grupa Robocza ds. Systemów Latynizacji
- Grupa Robocza ds. Szkoleń Toponimicznych
- Grupa Robocza ds. Oceniania i Wdrażania
- Grupa Robocza ds. Egzonimów
- Grupa Robocza ds. Wymowy
- Grupa Robocza ds. Nazw Geograficznych jako Dziedzictwa Kulturowego (do 2012 jako Grupa Robocza ds. Promowania Zapisywania i Stosowania Nazw Geograficznych Autochtonicznych, Mniejszościowych i Regionalnych Grup Językowych)

## Konferencje i sesje UNGEGN
W latach 1967–2017 Grupa Ekspertów ONZ ds. Nazw Geograficznych spotykała się w czasie Konferencji ONZ w sprawie Standaryzacji Nazw Geograficznych oraz Sesji UNGEGN. Konferencje odbywały się co 5 lat na podstawie decyzji podjętych przez Radę Gospodarczą i Społeczną ONZ, a były na nich uchwalane rezolucje będące zaleceniami dla Rady oraz państw członkowskich ONZ.
Odbyło się 11 Konferencji:
1. 1967 Genewa
2. 1972 Londyn
3. 1977 Ateny
4. 1982 Genewa
5. 1987 Montreal
6. 1992 Nowy Jork
7. 1998 Nowy Jork
8. 2002 Berlin
9. 2007 Nowy Jork
10. 2012 Nowy Jork
11. 2017 Nowy Jork

W latach 1967–2017 sesje odbywały się w czasie konferencji oraz pomiędzy konferencjami, przeważnie co dwa lata. Odbyło się 30 sesji:
1. 1967 Genewa
2. 1970 Nowy Jork
3. 1971 Nowy Jork
4. 1972 Londyn
5. 1973 Nowy Jork
6. 1975 Nowy Jork
7. 1977 Ateny
8. 1979 Nowy Jork
9. 1981 Nowy Jork
10. 1982 Genewa
11. 1984 Genewa
12. 1986 Genewa
13. 1987 Montreal
14. 1989 Genewa
15. 1991 Genewa
16. 1992 Nowy Jork
17. 1994 Nowy Jork
18. 1996 Genewa
19. 1998 Nowy Jork
20. 2000 Nowy Jork
21. 2002 Berlin
22. 2004 Nowy Jork
23. 2006 Wiedeń
24. 2007 Nowy Jork
25. 2009 Nairobi
26. 2011 Wiedeń
27. 2012 Nowy Jork
28. 2014 Nowy Jork
29. 2016 Bangkok
30. 2017 Nowy Jork

W 2017 nastąpiła reforma, w której wyniku zrezygnowano z konferencji na rzecz sesji odbywających się co dwa lata i numerowanych od nowa. Pierwsza „nowa” sesja odbyła się w 2019 w Nowym Jorku.
Polska uczestniczy w pracach Grupy Ekspertów ONZ ds. Nazw Geograficznych od 1967, a obecnie jest reprezentowana na tym forum przez Komisję Standaryzacji Nazw Geograficznych poza Granicami Rzeczypospolitej Polskiej.